# Weiten
Weiten é um município da Áustria localizado no distrito de Melk, no estado de Baixa Áustria.

## Geografia
Weiten ocupa uma área de 28,48 km². 55,83 % da superfície são arborizados.

## População
A freguesia tinha 1153 habitantes no fim de 2005. (1991: 1125)

## Política
O burgomestre é Johann Habegger (ÖVP).

### Câmara Municipial
- ÖVP 15

- SPÖ 4